# Linutop

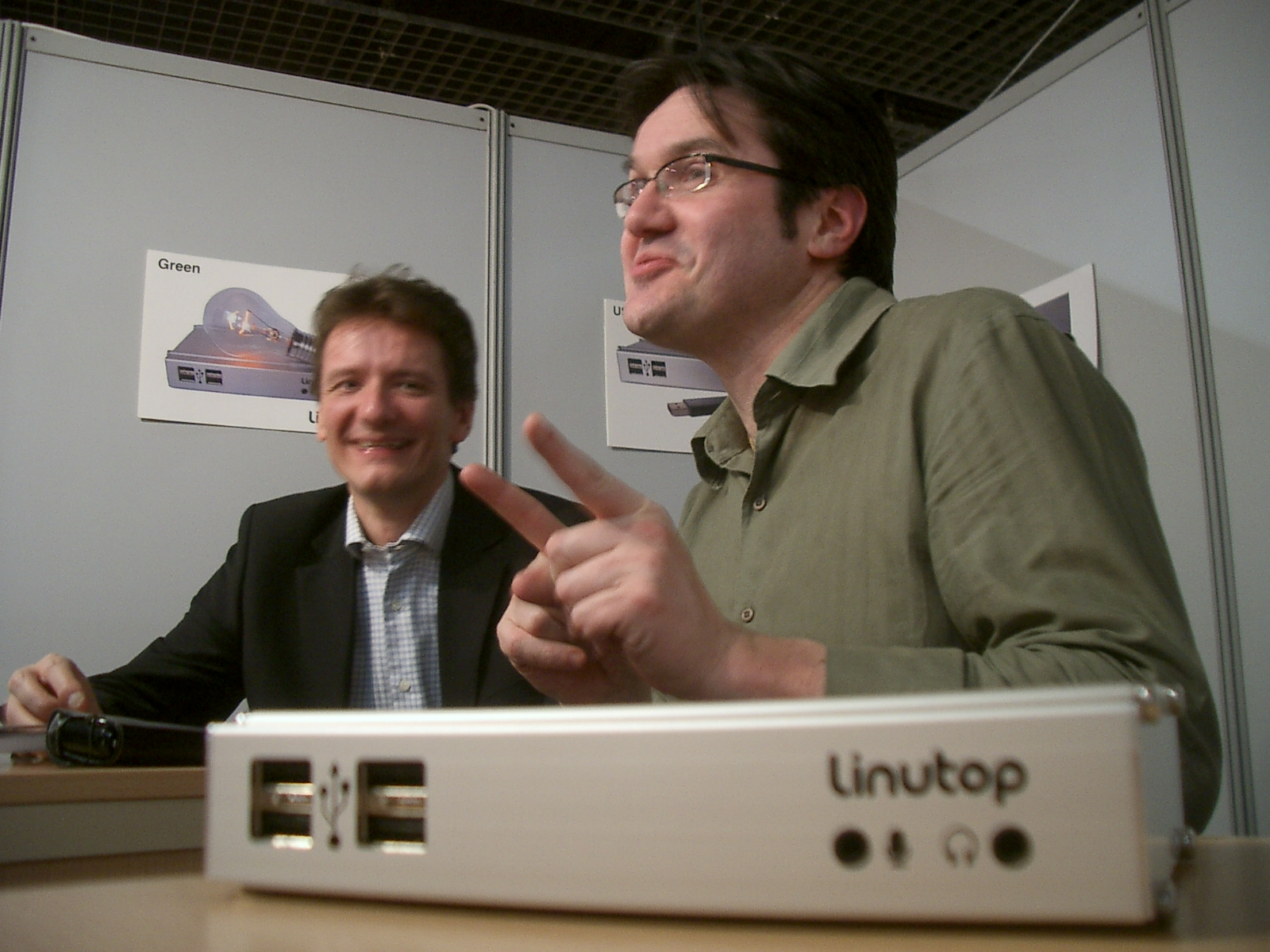
Linutop 1.

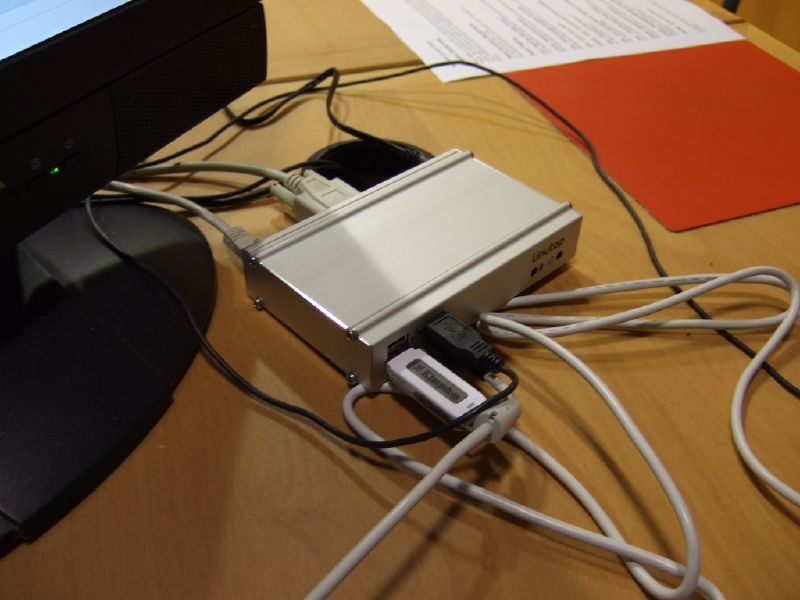
Linutop conectada.

El Linutop es una computadora amigable con el ambiente de 9,3 x 2,7 x 15 cm sin partes móviles, su carcasa está hecha toda de metal.
Corre el núcleo Linux 2.6. Incluye una variedad de aplicaciones GTK que están orientadas hacia la navegación web y la comunicación por Internet. Linutop es también capaz de multimedia y tiene salida de línea y entrada de micrófono para el sonido.
El dispositivo puede ser configurado fácilmente como un cliente liviano de LTSP. Linutop fue ideado para ser usado en lugares como cibercafés, bibliotecas públicas, o escuelas. Las unidades están siendo vendidas desde mayo de 2007 en alrededor del 280€ (aproximadamente USD $445).

## Material Linutop
El Linutop 1 fue la primera línea del dispositivo fue basada en el diseño de referencia del ThinCan de la compañía estonia Artec Group.
El Linutop 2 fue revelado el 20 de febrero de 2008. Estaba basado en mini PC FIC ION A603 (como el Works Everywhere Appliance). En comparación al Linutop 1 el nuevo dispositivo tiene un procesador Geode más poderoso. También posee más memoria y por lo tanto aclama que puede correr OpenOffice.org mientras que Linutop 1 solamente podía correr aplicaciones de oficina más ligeras como AbiWord y Gnumeric.

### Especificaciones
|                      | Linutop 1                      | Linutop 2                               | Linutop 3                                    | Linutop 4                                    |
| -------------------- | ------------------------------ | --------------------------------------- | -------------------------------------------- | -------------------------------------------- |
| CPU                  | AMD Geode LX700 (x86)          | AMD Geode LX800 (x86) a 800 MHz         | Atom N270                                    | Atom N270                                    |
| Memoria RAM          | 256 MiB                        | 512 MiB (ampliable a 1 GiB)             | 1 GiB (ampliable a 2 GiB)                    | 1 GiB (ampliable a 2 GiB)                    |
| Salida de video      | VGA                            | VGA, máxima resolución 1920x1440 pixels | VGA, DVI, máxima resolución 1920x1440 pixels | VGA, DVI, máxima resolución 1920x1440 pixels |
| Audio                | Entrada y Salida (Jack 3mm)    | Entrada y 2 Salidas (Jack 3mm)          | Entrada y Salida (Jack 3mm)                  | Entrada y Salida (Jack 3mm)                  |
| Almacenamiento       | 1 GiB (memoria USB externa)    | 1 GiB (memoria USB interna)             | 2 GiB (memoria flash interna)                | 2 GiB (memoria flash interna)                |
| Red                  | 10/100 Base-T Ethernet (RJ-45) | 10/100 Base-T Ethernet (RJ-45)          | 10/1000 Base-T Ethernet (RJ-45)              | 10/1000 Base-T Ethernet (RJ-45)              |
| Conexiones USB       | 4x USB 2.0                     | 4x USB 2.0                              | 6x USB 2.0                                   | 5x USB 2.0                                   |
| Peso                 | 280 g                          | 580 g                                   | 1,9 kg                                       | 936 g                                        |
| Dimensiones          | 9,3 x 2,7 x 15 cm              | 14 x 14 x 3,5 cm                        | 23,5 x 23,6 x 5,5 cm                         | 18,2 x 20,1 x 3,6 cm                         |
| Consumo de energía   | 5 W                            | 8 W                                     | <16 W                                        | <14W                                         |
| Alimentación externa |                                | DC 12 V 3.3 A                           | DC 19 V 3.3 A                                | DC 12 V 3.3 A                                |
| Sistema operativo    | Linutop OS (basado en Xubuntu) | Linutop OS (basado en Xubuntu)          | Linutop OS (basado en Xubuntu)               | Linutop OS (basado en Xubuntu)               |
| Precio               | 250€                           | 280€                                    | 340€                                         | 400€                                         |

### Programas incluidos
- Navegador Web: Firefox
- Mensajería instantánea: Gaim
- Reproducción multimedia: Totem
- Procesador de textos: AbiWord
- Visor de documentos PDF: Evince